# Olympic Hall Juan Antonio Samaranch
Olympic Hall Juan Antonio Samaranch, antigament Olympic Hall Zetra (en bosnià: Olimpijska dvorana Zetra), Zetra Ice Stadium o Zetra Arena, és un complex esportiu de la ciutat de Sarajevo (Bòsnia i Hercegovina) construït el 1983. Va ser anomenat el juny de l'any 2010 en honor de Joan Antoni Samaranch i Torelló.
El complex esportiu de Zetra fou construït l'any 1983 per la celebració a la ciutat de Sarajevo dels Jocs Olímpics d'Hivern de 1984 amb una capacitat per a 12.000 espectadors, realitzant-se l'estrena del nou edifici durant els Campionats del Món juvenils de patinatge de velocitat sobre gel l'any 1983. Durant la realització dels Jocs aquest complex allotjà la competició d'hoquei sobre gel, patinatge artístic sobre gel i patinatge de velocitat sobre gel, així com la cerimònia de clausura dels Jocs.
Durant la Guerra de Bòsnia (1992-1995) el complex fou destruït, i utilitzat amb finalitats sanitàries. En acabar la guerra s'inicià la reconstrucció de l'edifici gràcies a la Forces d'Estabilització (SFOR) dependents de l'OTAN. El Comitè Olímpic Internacional (COI) donà, per a la reconstrucció, 11,5 milions de dòlars, una tasca que finalitzà el 1999.